# Tisno
Tisno je opčina v Dalmácii v Chorvatsku v Šibenicko-kninské župě. Žije zde celkem 3 094 obyvatel. Až do sčítáni lidu v roce 1981 bylo město nazýváno Tijesno. Jméno města pochází od úžiny, která odděluje pevninu od ostrova Murter. Město je známé především svým zvedacím mostem moderní konstrukce.

## Historie
Tisno je nejmladší sídlo ostrova Murter[zdroj?]. Poprvé je zmiňováno roku 1474 během turecké invaze a války proti Benátčanům, kdy zde našlo útočiště mnoho uprchlíků. Za francouzské vlády (1806-1813) bylo Tisno největší osadou na ostrově a střediskem okresu. Po pominutí nebezpečí tureckých útoků na začátku 18. století byl vystavěn most spojující ostrov s pevninou a Tisno se rozšířilo na pevninu do oblasti nazvané Gomilica.

## Geografie
Tisno je situováno 29 km severozápadně od Šibeniku při komunikaci spojující jadranskou magistrálu s ostrovem Murter. Rozkládá se jak na pevnině, tak i na ostrově Murter, při zvedacím mostě přes Murterskou úžinu, která zde má šířku 38 metrů. Střed staré části je umístěný na ostrově, jihovýchodně od zvedacího mostu. Za poslední řadou domů a kostelem Svatého Ondřeje je kamenná, lesem pokrytá pláž, a 1000 metrů dlouhá promenáda.

## Ekonomika
Kromě turistiky je významné rybářství a v okolí se daří pěstování olivovníků, vinné révy a zeleniny.

## Části opčiny
- Tisno - 1287 obyvatel
- Betina - 697 obyvatel
- Jezera - 886 obyvatel
- Dubrava kod Tisna - 197 obyvatel
- Dazlina - 45 obyvatel

## Pamětihodnosti
- Pozůstatky římské vily z roku 1.
- Farní kostel sv. Ducha z roku 1548, obnovený v barokním slonu roku 1640, rozšířený v roce 1840. Věž od místních stavitelů z roku 1684.
- Kostel Panny Marie z Caravaggia - votivní kostel italské rodiny Gelpis ze začátku 18. století.

## Galerie

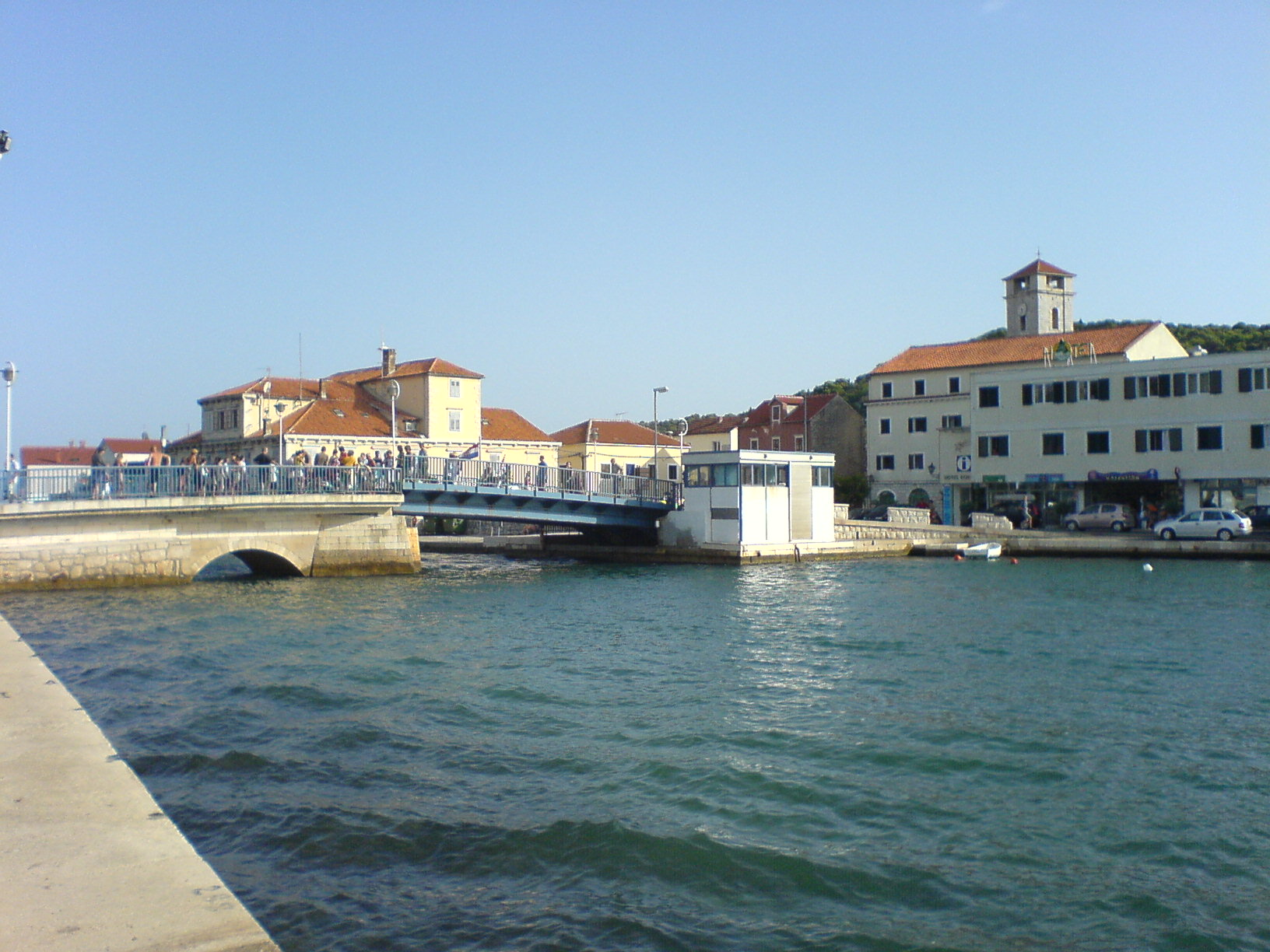
Most
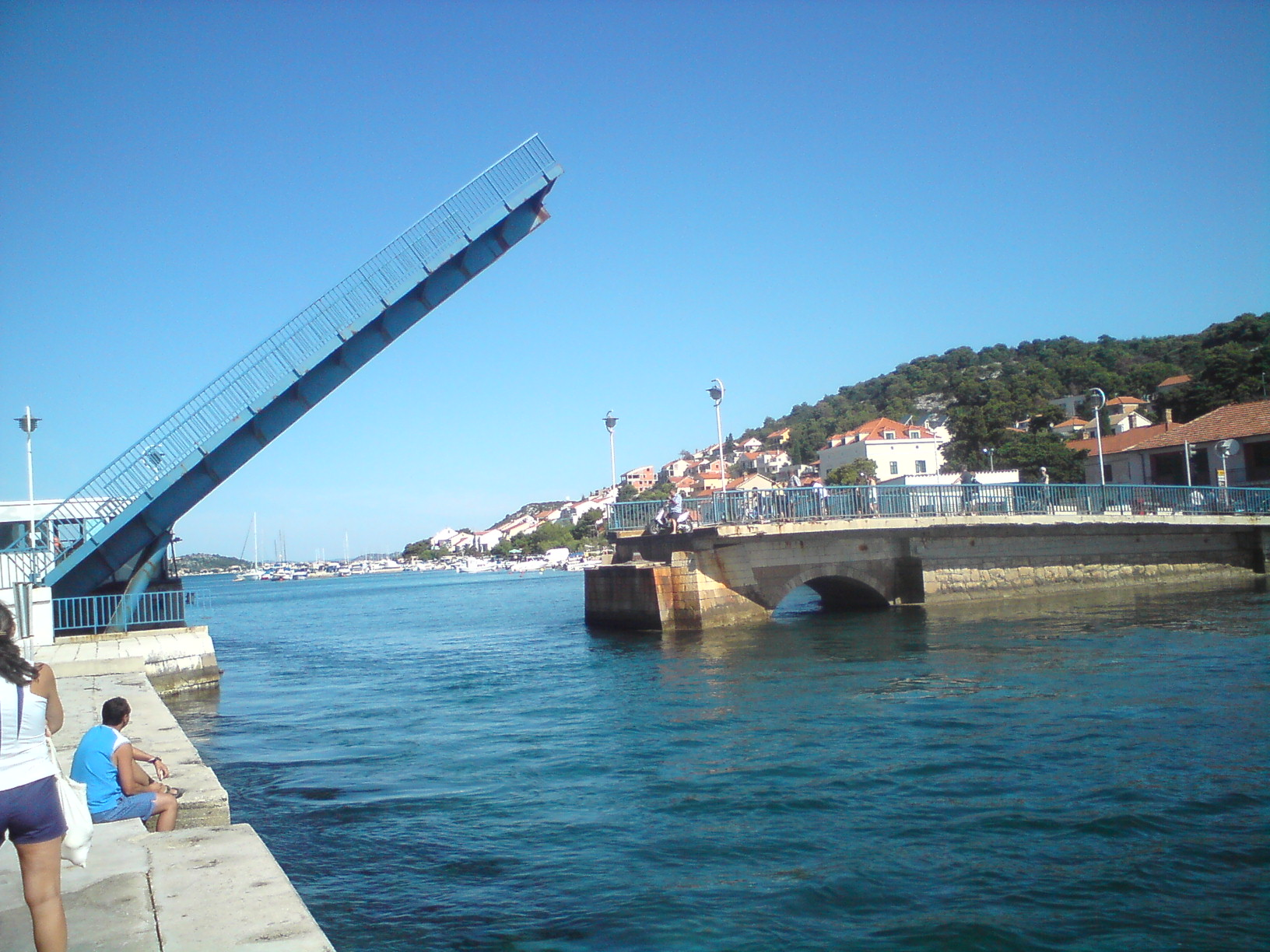
Zvedání mostu
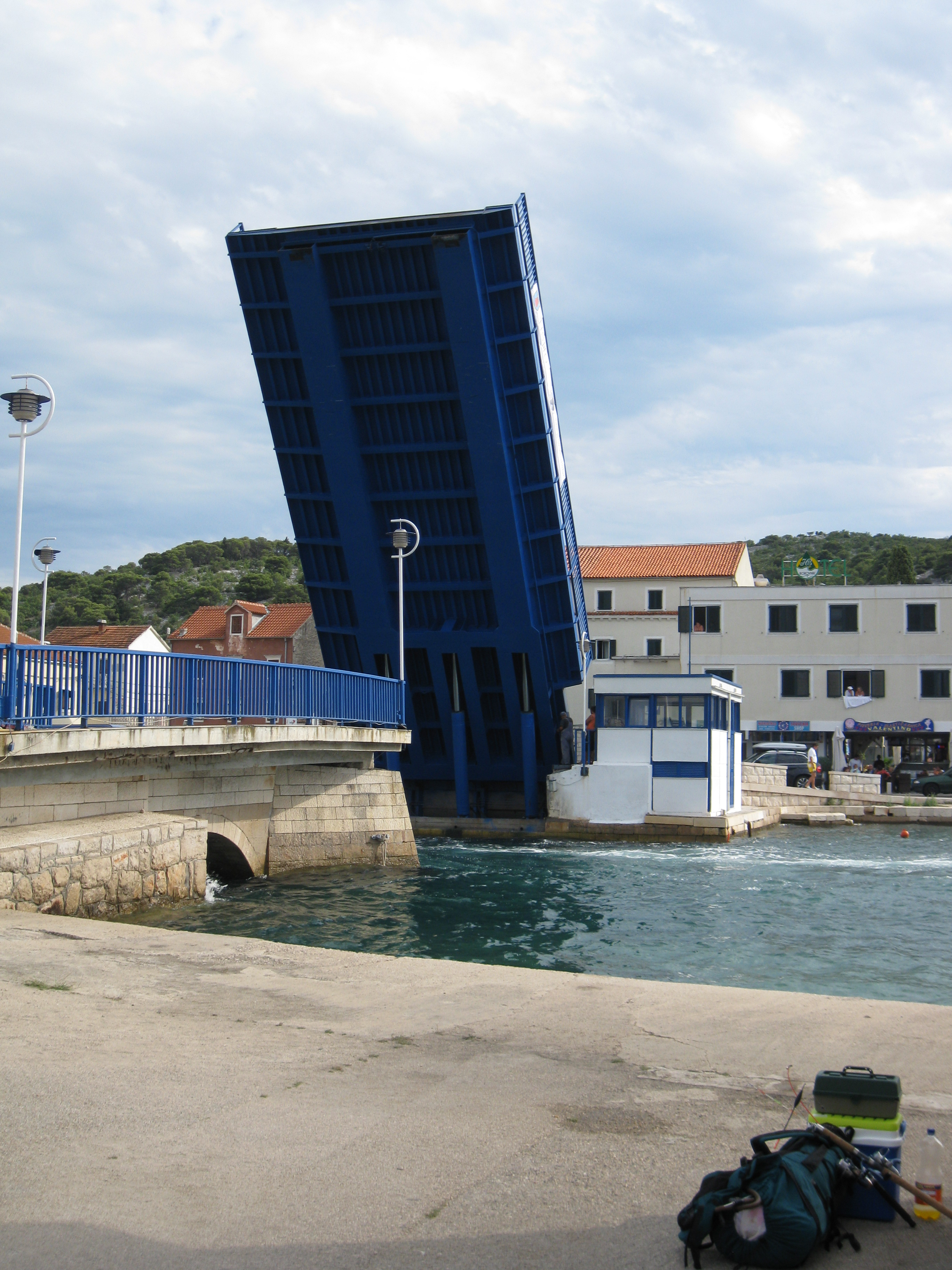
Zvednutý most
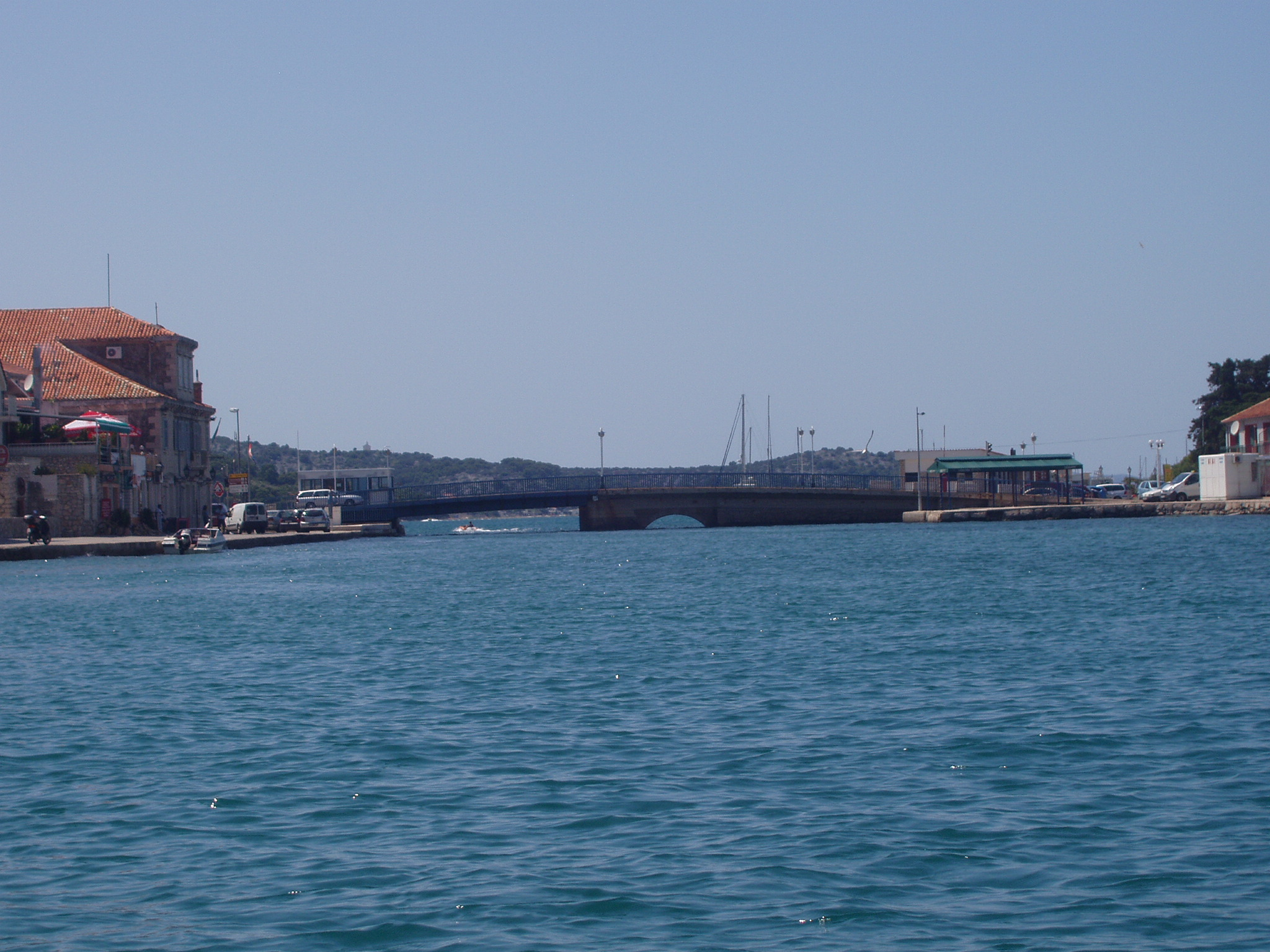
Most
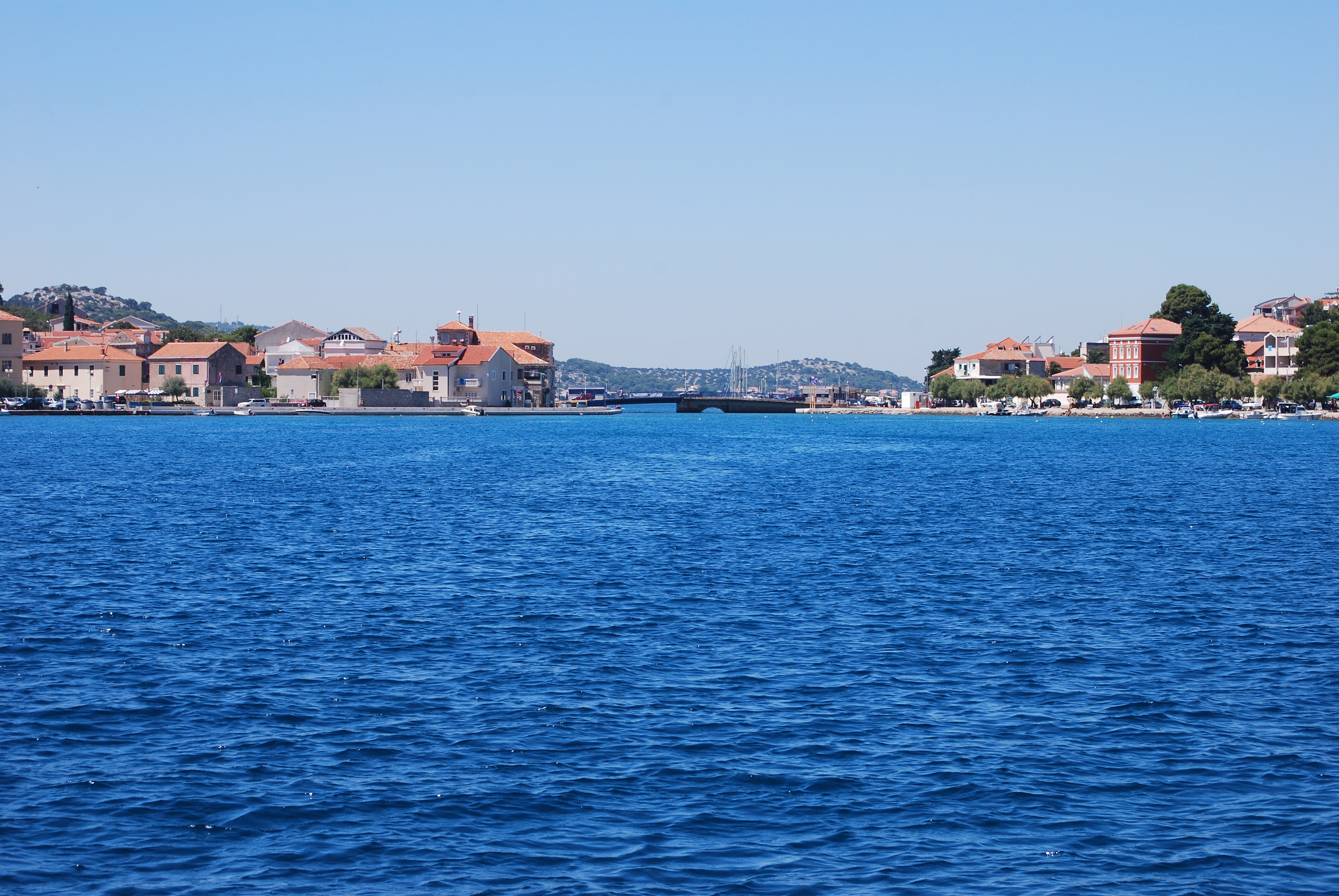
Tisno
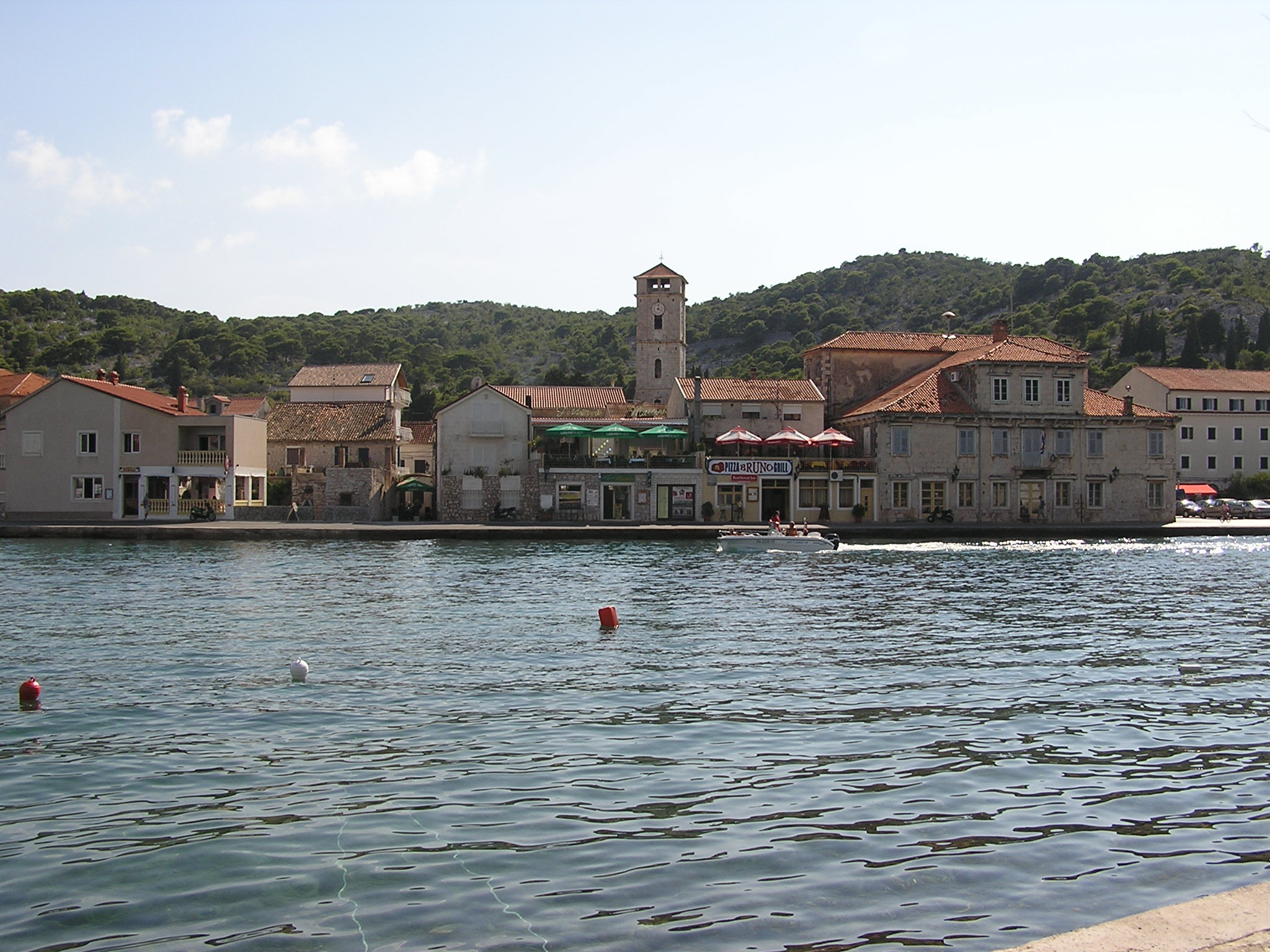
Tisno
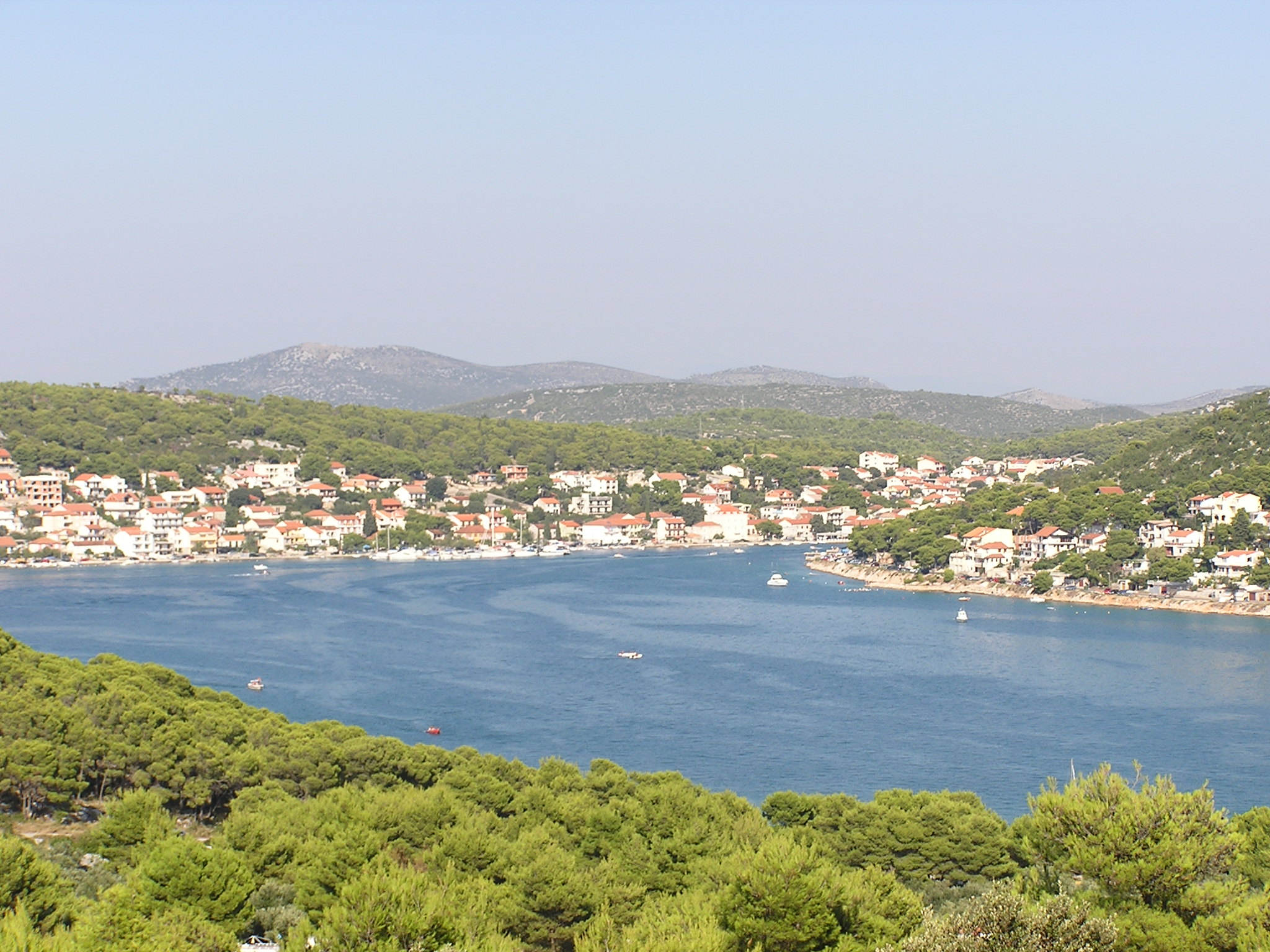
Tisno
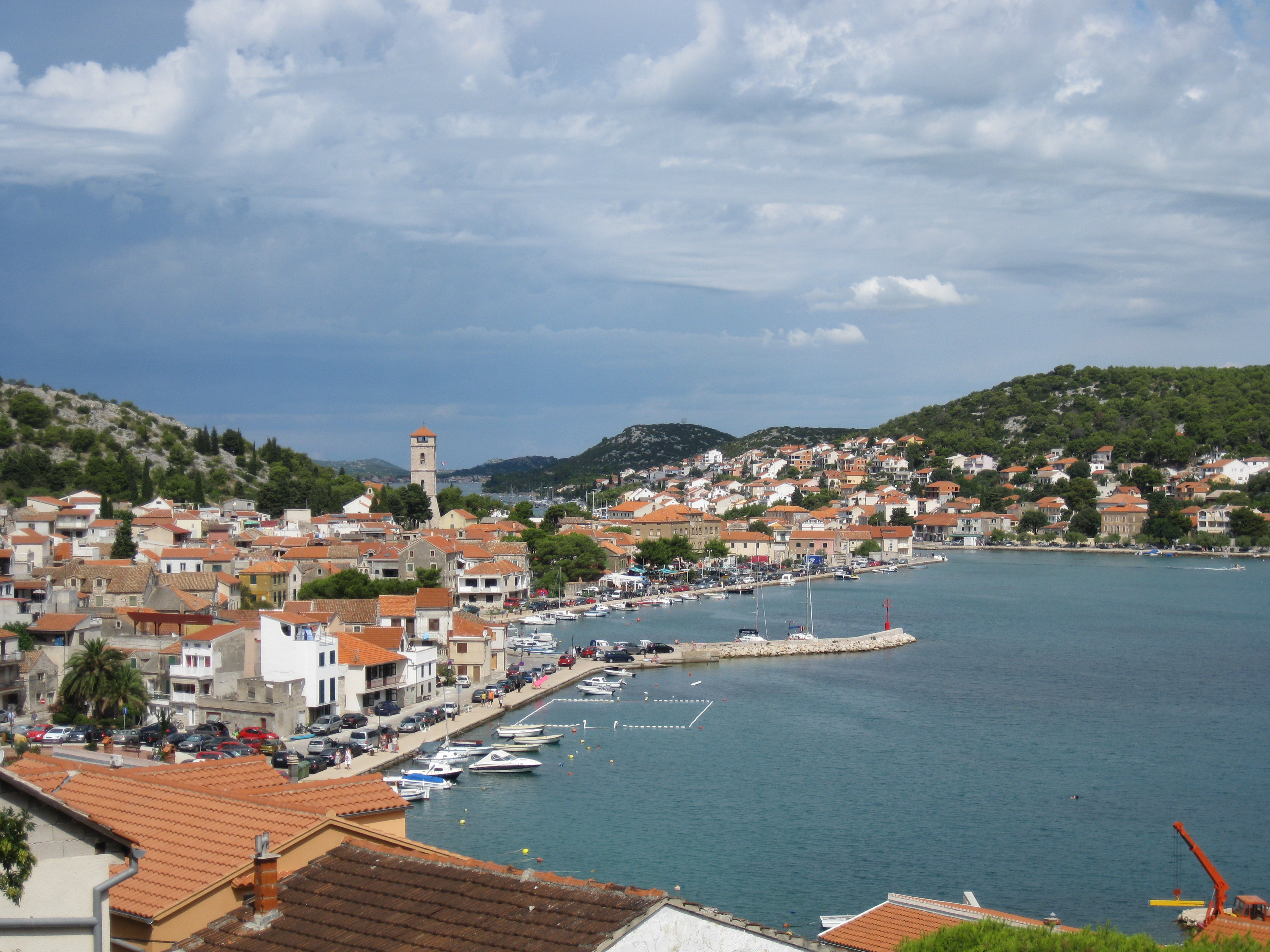
Tisno
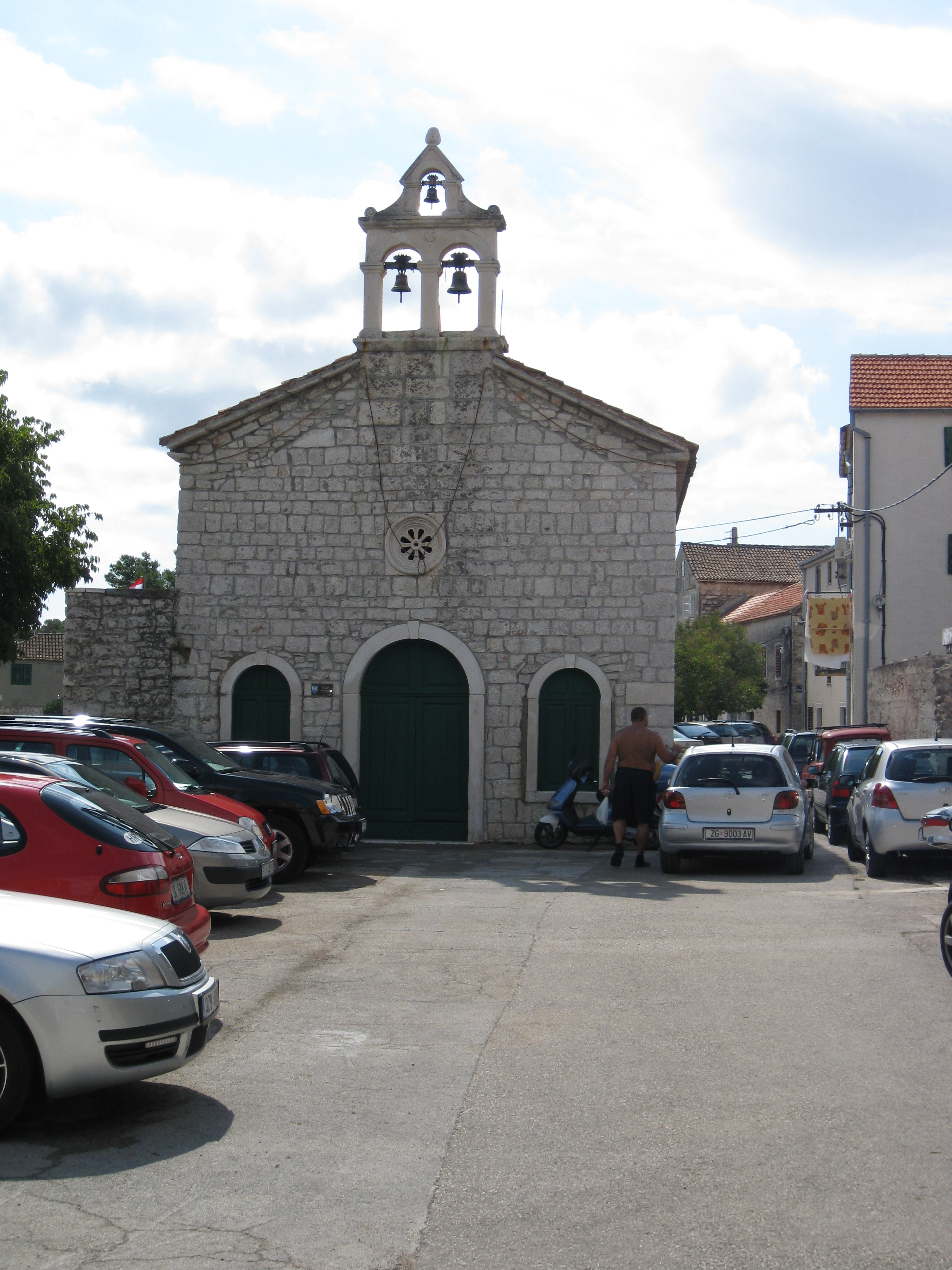
Kostel
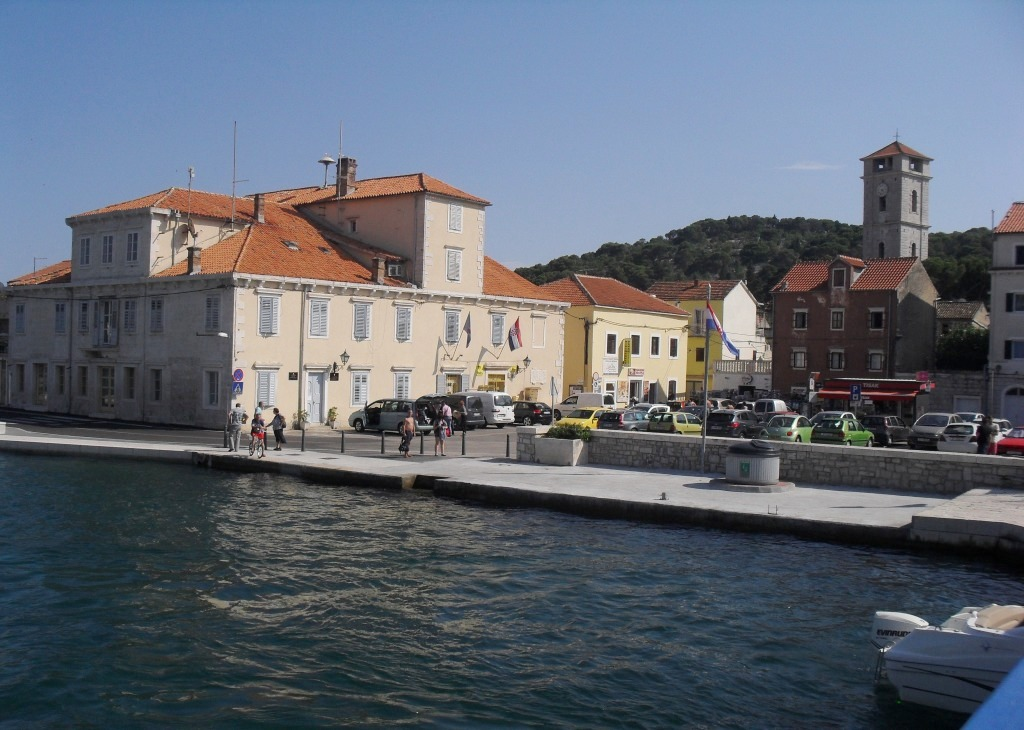
Tisno